# 原子人間
『原子人間』（げんしにんげん、The Quatermass Xperiment）は、1955年公開のイギリス映画。ハマー・フィルム・プロダクションが製作した、SFホラー映画である。

## 概要
1953年にBBCで放映されたテレビシリーズで、ナイジェル・ニールが脚本を書いた "The Quatermass Xperiment" の1編を、ハマー・フィルム・プロダクションが映画化し、1955年に公開した作品である。監督は、後に同じハマー・フィルムの『恐竜時代』を手がけたり、1967年の『007 カジノロワイヤル』の監督の一人を務めりしたヴァル・ゲストであった。主演のクオーターマス博士を、1939年の『ボー・ジェスト』でアカデミー助演男優賞にノミネートされたブライアン・ドンレヴィが演じた。特撮は、後年『スーパーマン』でアカデミー特別業績賞を受賞する、レス・ボウイが担当した。
本作のヒットにより、「クオーターマス・シリーズ」として『宇宙からの侵略生物』、『火星人地球大襲撃』の二本の続編が作られた。また、ハマー・フィルムはこれを画期として、ホラー映画を量産するようになっていった。

## ストーリー
クオーターマス博士が三人の宇宙飛行士を乗せて宇宙探査に送り出した宇宙船が、地球に戻り不時着した。中で生存したのはヴィクター一人だけで、残る二人は宇宙服だけを残し姿を消していた。博士が宇宙船に残されていたカメラの映像を調べると、何物かが飛行中船内に侵入し、飛行士たちを襲撃したことが判明した。そのころ、病院に運ばれ妻が付き添っていたヴィクターの触ったサボテンが、彼の手に同化してしまった。ヴィクターは、正体不明の宇宙生物に体を乗っ取られていたのだ。病院を抜け出したヴィクターは、次々と人間や動物に触れ、吸収していった。成長してついに正体を現した怪物は、胞子を撒き散らしながら、ウェストミンスター寺院の天井に取り付いた。博士は、ロンドン中の電気を集めて、高圧電流で怪物を退治しようとする。

## キャスト
- バーナード・クオーターマス教授：ブライアン・ドンレヴィ
- ロマックス：ジャック・ワーナー（英語版）
- ジュディス・カルーン：マージア・ディーン
- ヴィクター・カルーン：リチャード・ワーズワース

## スタッフ
- 監督：ヴァル・ゲスト
- 製作：アンソニー・ハインズ
- 原作：ナイジェル・ニール
- 脚本：リチャード・ランドー、ヴァル・ゲスト
- 音楽：ジェームズ・バーナード
- 撮影：ウォルター・ハーヴェイ
- 編集：ジェームズ・ニーズ
- 特殊効果：レス･ボウイ